# ناحیه کولیمای پایین
ناحیه کولیمای پایین (به لاتین: Nizhnekolymsky District) یک منطقهٔ مسکونی در روسیه است که در یاقوتستان واقع شده‌است.